# Alexandra Chirametli
Alexandra Chirametli est une pongiste roumaine née le 11 avril 1987 en Roumanie. Elle est droitière et commence à pratiquer le tennis de table à l'âge de 6 ans.
Son système de jeu est basé sur le top spin coup droit et le bloc actif revers.
En général, elle joue assez près de la table. elle utilise un revêtement backside en coup droit et un soft en revers. Elle joue avec une prise orthodoxe.
Elle est la numéro 283 seniors en novembre 2002 et 99 en -21 ans en janvier 2004 d'après le classement mondial ITTF de la Fédération internationale de tennis de table (ITTF), ce sont ses meilleurs classements mondiaux.
Depuis septembre 2010, elle joue en Pro A dames avec l'équipe du TT Joué-lès-Tours. Avec celui-ci, elle bat à six reprises une joueuse mieux classée : Agnès Lelannic (no 33) à deux reprises, Sanja Pokovic (no 32), Xian Yi Fang (no 15), Aurore Dessaint (no 45), et Skov Mie (no 13).

## Palmarès
- 2010
  - 70 % de victoire en pro b dames avec l'équipe du CP mirande.
- 2005
  -  Championne d'Europe par équipe
- 2002
  -  Championne d'Europe par équipe

## Photos

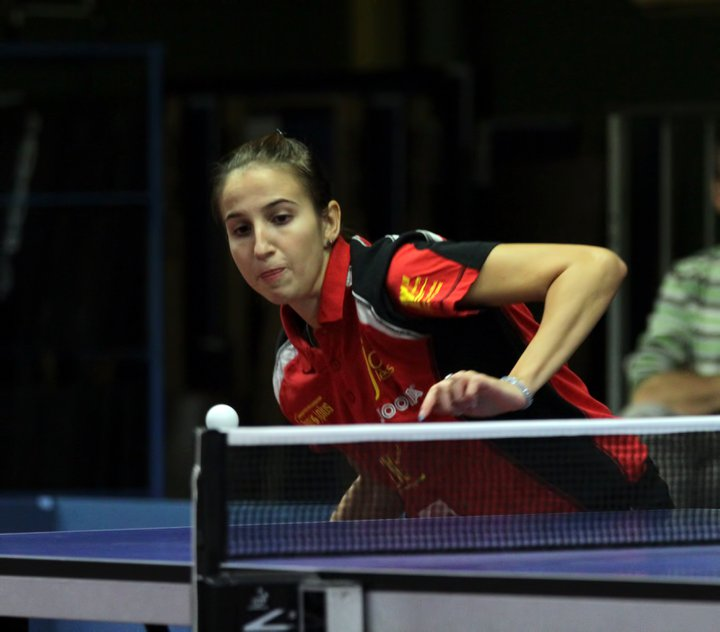
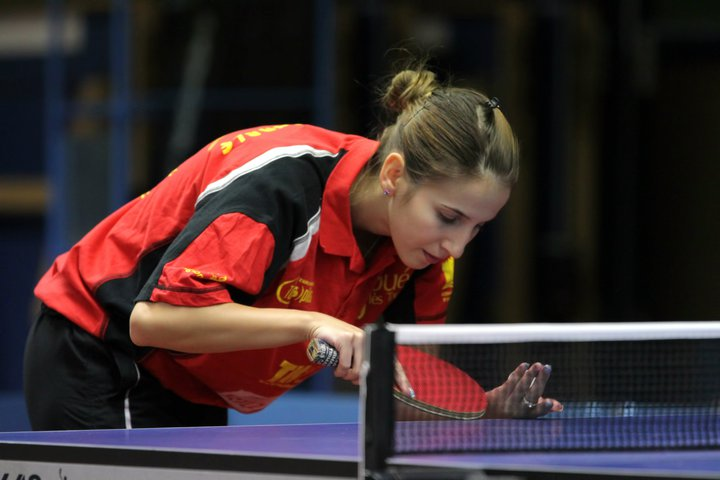
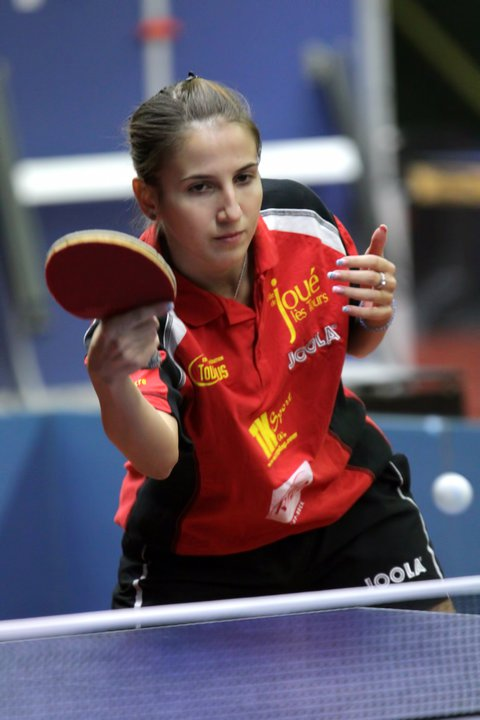
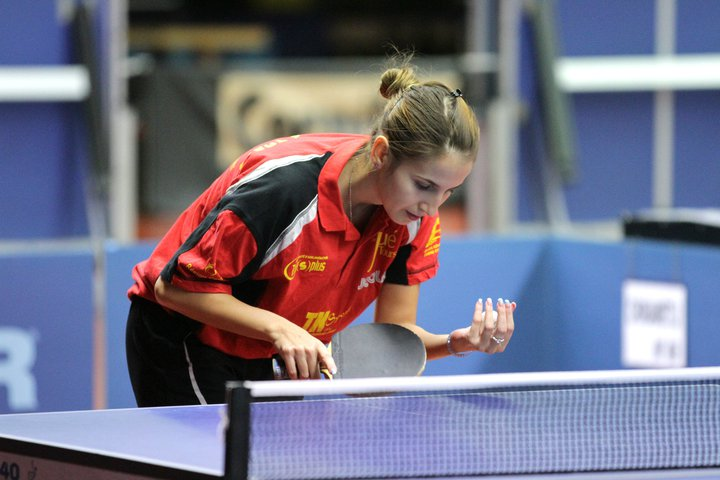